# Stegella lobata
Stegella lobata is een hydroïdpoliep uit de familie Campanulinidae. De poliep komt uit het geslacht Stegella. Stegella lobata werd in 1910 voor het eerst wetenschappelijk beschreven door Vanhöffen. 